# 두시N휴게소
이경미의 두시N휴게소는 TBN 강원교통방송(원주 FM 105.9MHz, 춘천 FM 103.7MHz, 강릉 FM 105.5MHz, 양양 FM 95.1MHz, 동해 FM 95.3MHz, 평창 FM 89.3MHz)에서 주말 오후 2시부터 3시 55분까지 방송되는 강원권 지역의 라디오 음악 프로그램이다.

## 요일 코너

### 토요일
- 음악퀴즈! 노래왕 호두 : 휴게소 귀염둥이 호두가 가려버린 노래가사를 찾아라!
- 맛있는 여행 : 방방곡곡 가볼만한 여행지와 맛있는 먹거리 (송일봉 여행작가)
- 안전정비소 : 안전, 한 번 더 짚고 넘어갑시다!
- 강원동네 한바퀴 : 직접 참여하고 즐길 수 있는 강원동네소식

### 일요일
- 강원퀴즈! 동네박사 미소장 : 신문읽는 여자 미소장의 강원소식 탐독!
- 뮤직 타임머신 : 차트로 살펴보는 그시절 추억의 음악 (이헌석 작가)
- 안전정비소 : 안전, 한 번 더 짚고 넘어갑시다!
- 졸음타파 드라이빙뮤직 : 졸음을 깨워줄 신나는 음악 메들리